# Oxalis petrophila
Oxalis petrophila là một loài thực vật có hoa trong họ Chua me đất. Loài này được R. Knuth mô tả khoa học đầu tiên năm 1919.